# Čanići (Tuzla, BiH)
Čanići su naselje u općini Tuzla, Federacija BiH, BiH.

## Povijest
Nastali su 1690. godine. 

## Promet
Cestom M113 M1.8 se iz Dobrnje stiže u Čaniće iz kojih cesta vodi u Previle. Čanići su pored glavne ceste Županja – Tuzla.

## Kultura
Crkva Gospe Žalosne. Na mjesnom groblju je kapelica. Čanići pripadaju župi Dragunji.
U Čanićima su ukupno četiri kapele te turbe iz 1720. godine.

## Poznate osobe
- Ivo Mijo Andrić, hrvatski pjesnik, prozaist, esejist i pisac drama

## Stanovništvo
Prema Šematizmu provincije Bosne Srebrene za 1856. godinu, a prema podacima iz 1855., u župi Breške naselje Čanići imalo je 19 katoličkih obitelji sa 179 katolika., a prema Imeniku klera i župa za 1910. godinu, u Čanićima su živjela 262 katolika.
Među ovdašnjim prezimenima su Josić, Marković, Perić, Filipović, Gurabić, Tomić.
| Čanići             |       |       |       |       |
| godina popisa      | 1991. | 1981. | 1971. | 1961. |
| Hrvati             | 470   | 555   | 536   | 412   |
| Srbi               | 1     | 1     |       | 1     |
| Muslimani          | 12    |       | 8     |       |
| Jugoslaveni        | 49    | 2     |       |       |
| ostali i nepoznato | 25    | 2     | 1     | 1     |
| ukupno             | 557   | 560   | 545   | 414   |